# Giuseppe Mirri

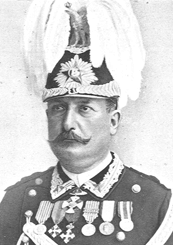
Giuseppe Mirri

Giuseppe Mirri (* 14. Dezember 1834 in Imola; † 5. September 1907 in Bologna) war ein italienischer Offizier und Politiker, der unter anderem zwischen 1886 und 1890 Mitglied der Abgeordnetenkammer sowie von 1898 bis zu seinem Tode 1907 auf Lebenszeit Mitglied des Senats war. Er fungierte zudem zwischen 1899 und 1900 als Kriegsminister im Kabinett Pelloux II.

## Leben
Giuseppe Mirri, Sohn von Francesco Mirri und Giacoma Antolini, absolvierte eine Offizierslaufbahn und nahm während der Italienischen Unabhängigkeitskriege am Sardinischen Krieg (17. April bis 12. Juli 1859) teil. Er wurde am 5. Juli 1859 zum Leutnant (Tenente) befördert und wurde am 6. Juli 1860 in das 48º Reggimento fanteria „Ferrara“ der Armee von Süditalien übernommen sowie kurz darauf am 11. Juli 1860 zum Hauptmann (Capitano) befördert. Er nahm an der Schlacht von Milazzo (17. bis 24. Juli 1860) gegen das Königreich beider Sizilien teil und erhielt am 24. September 1860 seine Beförderung zum Major (Maggiore). Während des von Giuseppe Garibaldi angeführten Zuges der Tausend (Spedizione dei Mille) nahm er an der Schlacht am Volturno (September bis Oktober 1860) teil. Am 16. April 1862 wurde in das italienische Heer (Esercito Italiano) und kam während des Dritten Italienischen Unabhängigkeitskrieges auch in der Schlacht bei Custozza (24. Juni 1866) gegen das Kaisertum Österreich zum Einsatz. Am 5. Februar 1871 erfolgte seine Beförderung zum Oberstleutnant (Tenente colonnello) sowie am 15. Juli 1877 zum Oberst (Colonnello) und wurde nach seiner Beförderung zum Generalmajor (Maggiore generale) am 17. November 1883 Kommandeur der Brigata „Casale“. Am 10. Juni 1886 wurde er Mitglied der Abgeordnetenkammer (Camera dei deputati) und gehörte dieser bis zum 22. Oktober 1890 an. Nachdem er 1887 Kommandeur der Brigata „Acqui“ wurde, übernahm er 1888 den Posten als Kommandeur der Divisione „Ravenna“. Am 24. April 1889 wurde er zum Generalleutnant (Tenente generale) befördert und war daraufhin zunächst Kommandeur der Divisione „Bologna“, ehe er 1893 Kommandierender General des VI. Armeekorps (VI Corpo d’armata) wurde. Im September 1894 übernahm er den Posten als Kommandierender General des XII. Armeekorps (XII Corpo d’Armata) und am 27. November 1895 wieder als Kommandierender General des VI. Armeekorps.
Mirri wurde am 17. November 1898 auf Lebenszeit zum Mitglied des Senats des Königreichs (Senato del Regno) ernannt und gehörte diesem damit bis zu seinem Tode am 5. September 1907 an. Er am 14. Mai 1899 als Kriegsminister (Ministro della guerra) in das Kabinett Pelloux II berufen, dem er bis zu seiner Ablösung durch Ministerpräsident Luigi Pelloux am 7. Januar 1900 angehörte. Nach seinem Ausscheiden aus der Regierung löste er 1900 König Viktor Emanuel III. als Kommandierender General des X. Armeekorps (X Corpo d’armata) ab und hatte dieses Kommando bis zu seinem Ausscheiden aus dem aktiven Militärdienst im Februar 1903 inne. Für seine Verdienste erhielt er das Großkreuz des Ordens der Krone von Italien und wurde des Weiteren Großoffizier des Ordens der Heiligen Mauritius und Lazarus, Ritter des Militärordens von Savoyen sowie Träger der Gedenkmedaille zur Einheit Italiens.

## Hintergrundliteratur
- R. Galli: Il generale Giuseppe Mirri (1834–1907). Con lettere e documenti inediti, Bologna 1938